# 長崎電気軌道3000形電車
長崎電気軌道3000形電車（ながさきでんききどう3000かたでんしゃ）は、2003年（平成15年）より製造された長崎電気軌道の路面電車である。2004年（平成16年）3月より営業運転を開始した。同年グッドデザイン賞受賞。

## 概要
長崎電気軌道は1980年（昭和55年）に軽快電車と呼ばれる2000形を2両導入していた。軽快電車はさらなる増備が予定されていたが、開発の遅れやコスト面等の理由から実現せず、1982年（昭和57年）の1200形より旧式車両の機器を流用して車体のみを新造する方式で新車の導入が行われていた。これらの車両は低コストで長崎電気軌道の低運賃維持に貢献したが、その反面バリアフリー化が十分になされているとは言えなかった。1999年（平成11年）に導入された1700形や、翌2000年（平成12年）から導入された1800形では交通バリアフリー法にあわせて中央扉の拡幅や車椅子スペースの設置が行われたものの、熊本市交通局9700形電車など他都市で導入が進んでいた低床電車と比べると、バリアフリーへの本格的な対応には至っていなかった。
そのような状況の中、長崎電気軌道は2002年（平成14年）に低床車の導入を発表し、これによって登場したのが本形式である。長崎電気軌道初の連接車両でもあることから、導入にあわせて一部の停留所では対応工事が行われた。純粋な新車としては前述の2000形以来であり、営業開始前後には地元メディア等で大きく取り上げられ話題を呼んだ。2005年（平成17年）には鉄道友の会のローレル賞を受賞している。車両価格は1編成あたり2億2,000万円。
当初は2006年（平成18年）までに4編成を導入する予定だったが、長崎県から予算が下りなかったため3編成で導入は打ち切られ、その後の低床車の導入は2011年（平成23年）登場の5000形を待つこととなる。

## 車体
アルナ車両が開発した超低床路面電車のリトルダンサーUタイプで、両先頭車（A・B車）に台車を配し、両車間に中間車体（C車）をフローティングした3車体2台車の連接構造となっている。全長は15,100mm、幅は2,300mm、自重は22t、定員は63人（うち座席28人）である。
A・B車の運転台床下に主電動機を車体装架したことで、車軸付きの車両でありながら、台車部分の床面高さ480mmを実現している。中間C車の床面高さは380mmで、先頭車とはスロープで結んでおり、ほぼ100%のフルフラット構造となっている。この床面の高さは電停のホームの高さとほぼ同じであり、さらに中央扉では手動式のスロープを展開することで車椅子やベビーカーの乗り降りを補助できる。
座席はロングシートを基本に、台車上にクロスシートを採用したセミクロスシート式。ロングシートの一部は跳ね上げ式になっており、車椅子スペースとなる。冷房はA・B車の天井にのみ設置されており、C車との連接面に吹き出し口がある。この冷房は長崎の路面電車としては初めての東芝製である。また車内の前後にはLEDディスプレイがあり、次駅や行き先の案内を日本語と英語で行っている。

## 電装品・台車・ブレーキ
制御方式はIGBT-VVVF方式で、東洋電機製85kWかご形三相誘導電動機を駆動し、2個の電動機を1台の制御装置で制御している。動力伝達方式は車体装架カルダン駆動方式で、床下の電動機とはユニバーサルジョイントで結んでいる。
ブレーキは、鹿児島市交通局1000形で実績のある応荷重装置付き電気・機械式ブレーキシステムを採用し、5km/hまでは回生・発電ブレンディングブレーキを作動させ、停止までは電動ばねブレーキ（EBI）を作用させる。
乗降扉は電動式のプラグインドアを国産車両として初めて導入。さらに警笛も電子警笛とすることで、上記のブレーキと合わせ、本形式は圧縮空気を全く必要としなくなった。
運転台のマスコン（主幹制御器）は1軸片手式のワンハンドルマスコンが採用された。また運転席には液晶ディスプレイが2つ設置され、それぞれ車体の側面後方と車内の中扉付近をカメラからの映像で確認できる。これに伴い、従来車で車道側に突き出していた格納式のバックミラーは本形式では廃止された。
ちなみに計3編成が存在する本形式だが、導入年の違いから各編成間で僅かな違いがある。3002号は3001号と比べると車内確認用カメラの位置が変更され視認性が拡大された他、車内天井のバーが1本から2本に増やされた。3003号は3002号での変更点に加え、さらに運転席の窓に車椅子マークが掲示されたり乗降扉の文字が変わったりと、外観が若干変更されている。

## ミラー
当車両にはミラーが装備されておらず、車体側面に設置されたカメラの映像を確認するようになっている。しかしながら、日の当たり方により画面を確認しづらいことや、ミラーでの直視が一番との声が運転士から挙がったために後継の5000形にはカメラは装備されず、ミラーが装備されている。

## 導入・現状
2004年（平成16年）3月に3001号車が、2005年（平成17年）に3002号車が、2006年（平成18年）に3003号車がそれぞれ運用を開始した。
低床電車としての性格上、本系列専用のダイヤが設定されており、各停留所に専用のダイヤが掲示されているほか、ホームページでも確認することができる。
長崎スマートカードへの対応は3001号から始まり、3編成とも2008年（平成20年）9月までに対応している。

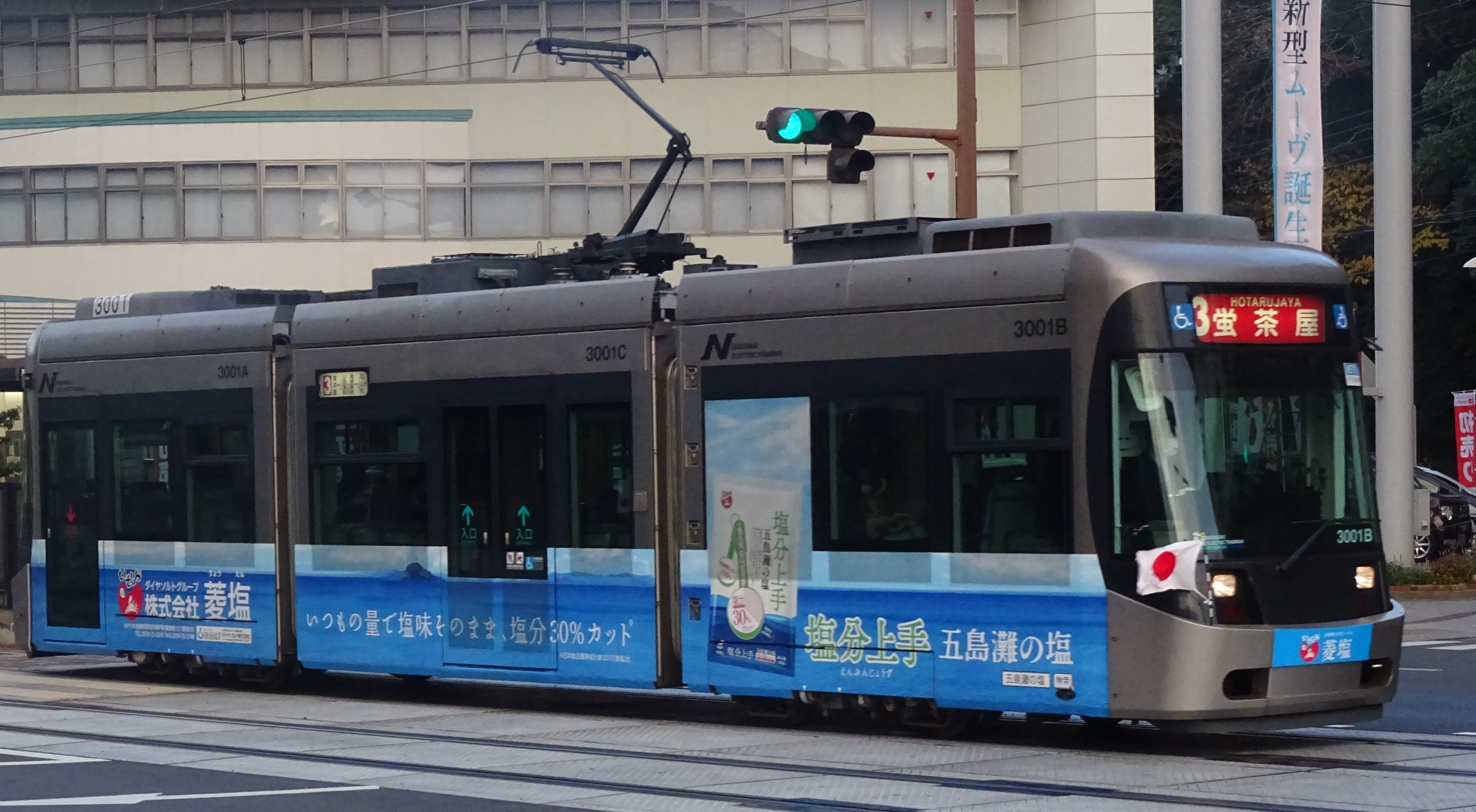
3000形3001 広告

## 主要諸元
- 製造初年：2003年（平成15年）
- 全長：15,100mm
- 全幅：2,300mm
- 全高：3,740mm（パンタ折りたたみ高さ）
- 自重：22t
- 車体構造：全金属製
- 定員（着席）：63（28）人
- 出力・駆動方式：TDK6407-A 85kw×2、車体装架カルダン駆動方式
- 車種：電動客車